# Goodwin Peak
Der Goodwin Peak ist ein 2770 m hoher Berg im westantarktischen Marie-Byrd-Land. In der Wisconsin Range der Horlick Mountains ragt er 5 km nordöstlich des Mount Bolton an der Westseite der Haworth Mesa auf.
Der United States Geological Survey kartierte den Berg anhand eigener Vermessungen und mittels Luftaufnahmen der United States Navy aus den Jahren von 1960 bis 1964. Das Advisory Committee on Antarctic Names benannte ihn 1967 nach Commander Edmund E. Goodwin, Offizier für Öffentlichkeitsarbeit im Kommandostab der Unterstützungseinheiten der US Navy in Antarktika während der Operation Deep Freeze der Jahre 1965 und 1966.